# Kaltwasserkarspitze
Kaltwasserkarspitze är en bergstopp i Österrike.   Den ligger i distriktet Innsbruck-Land och förbundslandet Tyrolen, i den västra delen av landet, 400 km väster om huvudstaden Wien. Toppen på Kaltwasserkarspitze är 2 733 meter över havet.
Terrängen runt Kaltwasserkarspitze är huvudsakligen bergig. Runt Kaltwasserkarspitze är det ganska tätbefolkat, med 58 invånare per kvadratkilometer.. Närmaste större samhälle är Innsbruck, 16,1 km söder om Kaltwasserkarspitze. 
Trakten runt Kaltwasserkarspitze består i huvudsak av gräsmarker.